# 中谷巳次郎
中谷 巳次郎（なかや みじろう、1869年（明治2年） - 1936年（昭和11年））は、大分県由布市の由布院温泉で油屋熊八とともに旅館亀の井別荘を開いた実業家。

## 概要
加賀国片山津（現在の石川県加賀市）出身。実家は裕福な十村庄屋加賀・中谷家の分家筋であったが、巳次郎は資産を蕩尽した挙げ句、別府市に流れ着く。実家の骨董品を並べて不老町で骨董屋を開き、そこで、亀の井旅館（のちの亀の井ホテル）の経営者で別府温泉の観光開発に尽力した油屋熊八に出会い、意気投合し、その片腕となる。1921年（大正10年）、熊八が大阪の資産家に話を持ち掛けて買わせた由布院温泉の金鱗湖畔の土地に、賓客をもてなすための草庵が建てられ、巳次郎はそれを託される。これが、今日の亀の井別荘の礎である。
1924年（大正13年）には、由布院を訪れた林学者の本多静六の講演を聴き、由布院をドイツに倣った滞在型保養温泉とすることを目指した。

## 家族・親族
- 長男・宇兵衛
- 姪・武子 - 弟の子で、長男の妻。
- 甥・中谷宇吉郎 - 物理学者。弟の子。
- 甥・中谷治宇二郎 - 考古学者。宇吉郎の弟。晩年は巳次郎の元で療養していた。
- 孫・中谷健太郎 - 宇兵衛・武子の子。
- 甥の子・溝口喜代子 - 宇吉郎の弟・直吉の娘。旅館「由布院玉の湯」の後継。
- 加賀・中谷家本家筋には衆議院議員・中谷宇平、安全自動車・山王ホテル創業者の中谷保がいる。